# Alexandriai Philón
Alexandriai Philón (ógörögül: Φίλων átírva Philōn, latinul: Philo Alexandrinus), (Kr. e. 25/20 körül – Kr. u. 41/45 körül), röviden gyakran csak Philo, görög nyelvű zsidó filozófus.

## Élete
Philón vagyonos zsidó családból született Alexandriában. Komoly hellenisztikus és zsidó műveltségre tett szert, ideális helyzetben volt ahhoz, hogy összekapcsolja a két tudásanyagot. Feladatának tekintette, hogy a judaizmust összhangba hozza a hellenizmus világával.
Philón életéről kevés adat áll rendelkezésre. Eleinte a tanulásnak és az elmélkedésnek szentelte magát, de később jobban bekapcsolódott az alexandriai zsidó közösség életébe. Kr. u. 40 körül Rómába ment egy küldöttség élén, melynek feladata az volt, hogy Caligula császár elé tárja az alexandriai zsidók panaszait, akik megtagadták a birodalmi jelképek imádatát.

## Munkássága
Filozófiai értekezései megpróbálják összehangolni a héber Bibliát és a görög filozófiát, apologetikus művei a zsidó diaszpóra életébe engednek bepillantást (melyben kiemelhető az isteni gondviselés és az erényes élet szerepe), A szemlélődő életről pedig a terapeutákról szól. Munkáiban allegorikus módon értelmezi a héber Bibliát, hogy megmutassa: összeegyeztethető a filozófiával, különösen a középső platonizmussal és a sztoikusokkal. Magyarázatai elsősorban a LXX-re, nem a héber szövegre épültek. Exegéziseiben a szó szerinti és az allegorikus értelmezést adja. Nagy hatást gyakorolt az alexandriai iskola keresztény bibliamagyarázatára.

## Philón és a kereszténység
Vitatott, hogy hatott-e az Újszövetségre, különösen János Logosz-tanára. Nála a Logosz az Egy (Isten) kisugárzása, mely az emberekkel kapcsolja őt össze, a Logosznak pedig az igazság és a kegyelem személyes jellemzőit tulajdonította. Jánossal talán a zsidó bölcselet megszemélyesített Bölcsességének ismerete, illetve a hellenisztikus judaizmus köti össze mint „közös forrás”. Vitatott Philón, Pál és a Zsidó levél kapcsolata is.

## Művei latin címükkel
- Az elmélkedő életről (De vita contemplativa)
- Az igaz ember, az szabad is (Quod omnis probus liber sit)
- Mózes élete (De vita Mosis)
- A világ teremtéséről (De opificio mundi)
- Ábrahámról (De Abrahamo)
- Józsefről (De Josepho)
- A tízparancsolatról (De decalogo)
- Az egyes törvényekről (De specialibus legibus)

## Magyarul
- Philo alexandriai jelentése a Caius Caligulánál járt küldöttségről; ford. Schill Salamon; in: Évkönyv; Izraelita Magyar Irodalmi Társulat, Budapest, 1896 (Az Izraelita Magyar Irodalmi Társulat kiadványai)
- Mózes élete; ford. Fischer Gyula; Globus Ny., Budapest, 1925 (Népszerű zsidó könyvtár)
- Levelek a kitérésről; közrem. Abraham Geiger, bev. Stern Ábrahám; Globus Ny., Budapest, 1925 (Népszerű zsidó könyvtár)
- Mózes élete; ford., bev. Bollók János; Atlantisz, Budapest, 1994 (A kútnál)
- Alexandriai Philón: De vita contemplativa; ford., jegyz. Adorjáni Zoltán; PRTA–L'Harmattan, Pápa–Budapest, 2008 (Simeon könyvek)
- Alexandriai Philón jelentése a Gaius Caligulánál járt küldöttségről; ford. Schill Salamon, átdolg., utószó Uhrman Iván; Attraktor, Máriabesnyő-Gödöllő, 2010 (Fontes historiae antiquae)
- Flaccus ellen; ford. Borzsák István, Grüll Tibor, jegyz. Uhrman Iván; Attraktor, Máriabesnyő, 2020 (Fontes historiae antiquae)